# Blossia electa
Blossia electa är en spindeldjursart som beskrevs av Roewer 1933. Blossia electa ingår i släktet Blossia och familjen Daesiidae. Inga underarter finns listade.